# Ristivälja
Ristivälja is een plaats in de Estlandse gemeente Hiiumaa, provincie Hiiumaa. De plaats heeft de status van dorp (Estisch: küla).
Ristivälja lag tot in oktober 2017 in de gemeente Käina. In die maand ging de gemeente op in de fusiegemeente Hiiumaa.

## Bevolking
De ontwikkeling van het aantal inwoners blijkt uit het volgende staatje:
| Jaar            | 2000 | 2011 | 2017 | 2019 | 2021 |
| --------------- | ---- | ---- | ---- | ---- | ---- |
| Aantal inwoners | 43   | 38   | 55   | 60   | 55   |

## Ligging
Ristivälja ligt 4 km ten noorden van Käina, de dichtstbijzijnde grotere plaats. De Tugimaantee 81, de secundaire weg van Kärdla naar Käina, loopt langs de oostgrens van het dorp. De rivier Vaemla komt door Ristivälja en loopt over een afstand van ongeveer 3 km langs de grens met het buurdorp Nõmmerga. 

## Geschiedenis
Ristivälja werd voor het eerst genoemd in 1886 als Risti wälli, een nederzetting bij een boerderij met dezelfde naam op het landgoed van Putkas (Putkaste). In 1923 stond Ristivälja in het onafhankelijke Estland op de lijst van dorpen. Tussen 1977 en 1997 maakte het dorp deel uit van het buurdorp Mäeltse.